# Thayer (Nebraska)
Thayer – wieś w Stanach Zjednoczonych, w stanie Nebraska, w hrabstwie York.